# 3047 Goethe
Goethe (asteroide 3047) é um asteroide da cintura principal, a 2,5777375 UA. Possui uma excentricidade de 0,0250123 e um período orbital de 1 570,21 dias (4,3 anos).
Goethe tem uma velocidade orbital média de 18,31778577 km/s e uma inclinação de 1,60848º.
Este asteroide foi descoberto em 24 de Setembro de 1960 por Cornelis Johannes van Houten, Ingrid van Houten-Groeneveld e Tom Gehrels.